# Петер, Рихард
Рихард Петер (нем. Richard Peter, 10 мая 1895, Олава — 3 октября 1977, Дрезден) — немецкий фотограф. Наиболее известен серией фотографий разбомбленного Дрездена.

## Биография

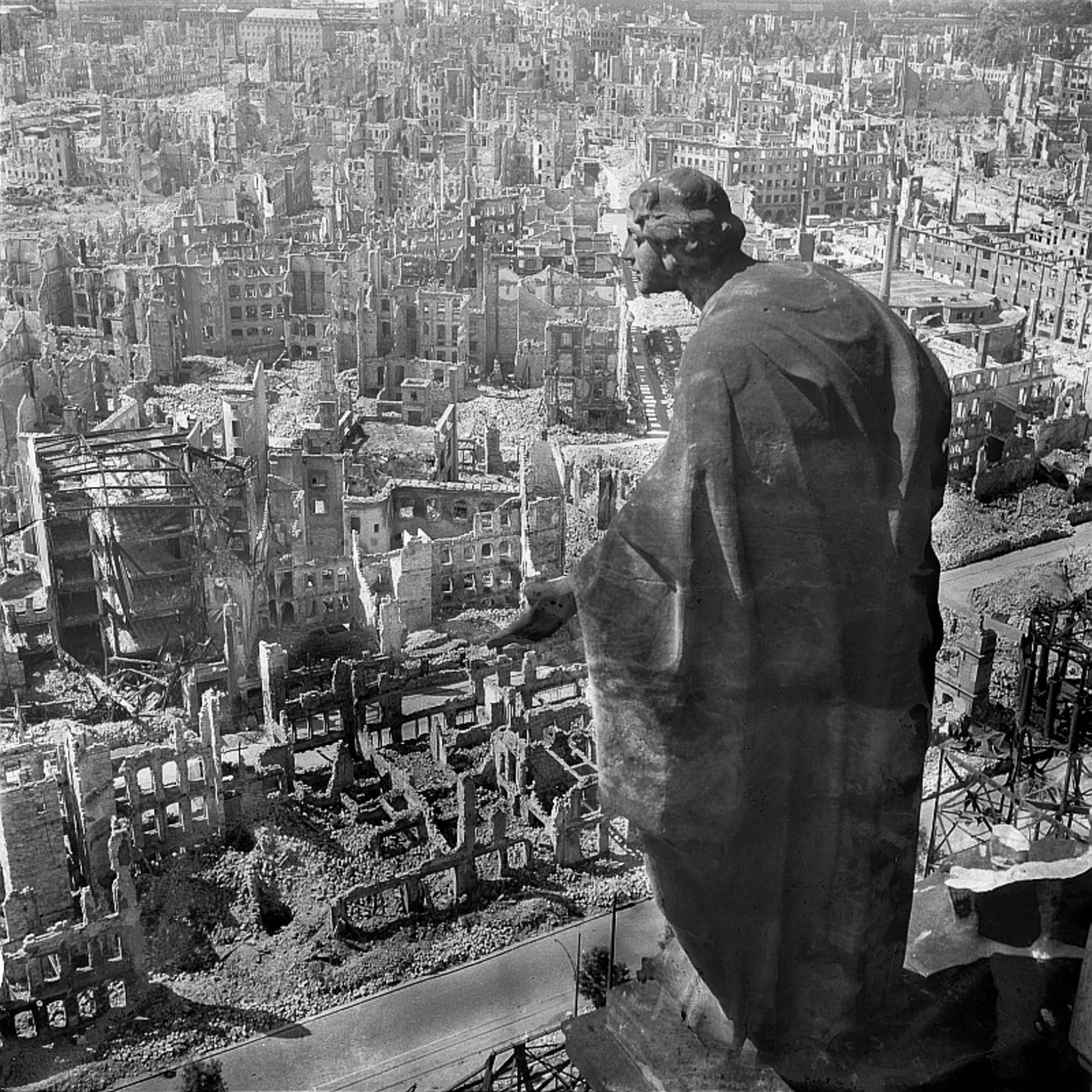
Вид с Дрезденской Ратуши, 1945 г.

Рихард Петер родился и вырос в Силезии, работая кузнецом и шахтером, увлекся фотографией. Был призван в немецкую армию в 1914 г. После войны осел в Галле, позже перебрался в Дрезден. Был вовлечён в рабочее движение и Коммунистическую партию Германии. В 1920-х—начале 1930-х годов печатал снимки в изданиях левого толка, вследствие чего не смог продолжать работу фотожурналистом после прихода к власти НСДАП в 1933 году. В нацистской Германии участвовал в антифашистском сопротивлении, нелегально пересылал в Прагу (Чехословакия) доказательства преступного угнетения евреев в Германии, например, фотографии еврейских погромов. Работал в рекламной сфере, вплоть до 1943 года, когда был мобилизован для участия в боевых действиях Второй мировой войны.
Петер вернулся в Дрезден в сентябре 1945 года, найдя разрушенный февральскими бомбардировками город. Его личный архив и аппаратура были уничтожены в ходе налетов. Тогда же он начал документировать нанесенный городу ущерб и начало его восстановления. Эти снимки были опубликованы в 1949 г. в издании «Dresden, eine Kamera klagt an».
В 1949 г. Петер был исключен из Социалистической единой партии Германии, преемника Коммунистической партии Германии, после проведенного им расследования коррупции в рядах партии. Продолжал работать свободным фотографом в Дрездене, вплоть до своей смерти, в 1977 г. В 1983 г. более 5 000 работ Рихарда Петера были приобретены Саксонской государственной библиотекой.